# مستعمره کلادیا آرا آکریپیننسیوم
مستعمره کلادیا آرا آکریپیننسیوم (انگلیسی: Colonia Claudia Ara Agrippinensium) یک مستعمره رومی در راینلند که امروزه به عنوان شهر کلن در آلمان توسعه پیدا کرده است.